# Fontanelle di Boves
Fontanelle (La pro nella parlata locale, Funtanele in piemontese) è una frazione del comune di Boves (CN); conta circa 1 300 abitanti.

## Storia
Nel medioevo questo territorio, conosciuto col nome di Brusaporcello, era un'entità separata da Boves, con un castello e propri signori. Il primo documento in cui si sente parlare di Brusaporcello è inserito nel Codex Astensis del Malabayla al n.707.
Intorno al 1198, gli abitanti di Brusaporcello, insieme ad altri abitanti dei comuni limitrofi, contribuirono alla fondazione della città di Cuneo.
La distruzione di Brusaporcello viene fatta risalire agli anni 1399-1400 causata dalle invasioni degli Armagnacchi stanziati sul colle San Maurizio a Cervasca.
Il 18 maggio 1887 transita per Fontanelle il primo treno, percorrendo il tratto Cuneo-Robilante della futura Cuneo-Nizza.

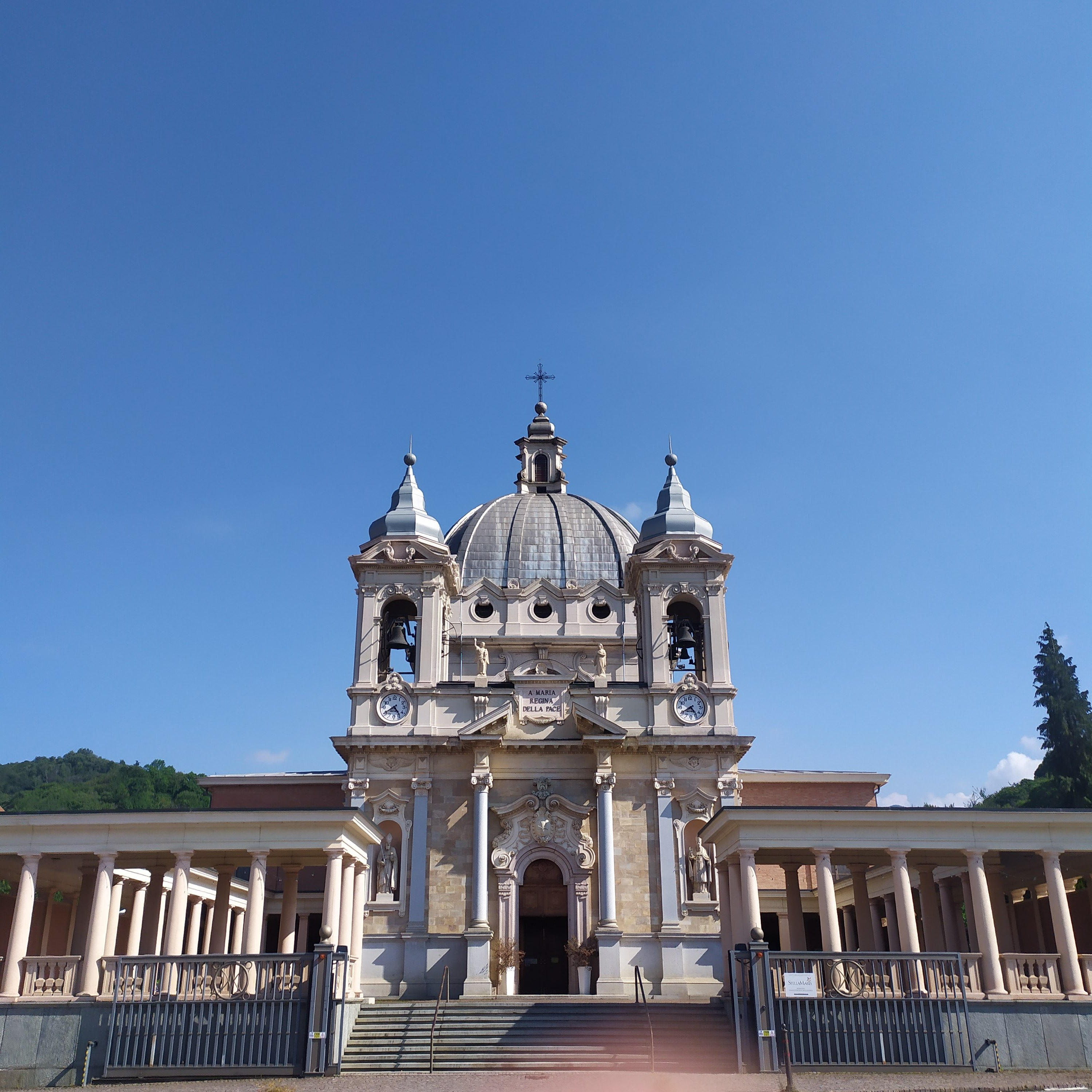
Santuario Regina Pacis

Nel 1924 don Agostino Pellegrino, il parroco dell'epoca, pone la prima pietra per la costruzione del santuario Regina Pacis, che verrà inaugurato nel 1928.
Negli anni della seconda guerra mondiale, la posizione geografica lontana rispetto al capoluogo e alla Bisalta evitò alla frazione gli episodi bellici culminati con l'eccidio di Boves (19 settembre 1943). Nonostante l'attraversamento e la sosta in paese da parte delle truppe tedesche e la presenza di obiettivi sensibili quali una polveriera e il ponte della ferrovia, al termine del conflitto sul territorio della frazione si contò un'unica vittima.

## Geografia fisica
La frazione è situata 3,25 km a sud ovest rispetto al capoluogo. Si trova sulla destra orografica del torrente Gesso, ad un'altitudine di 590 metri s.l.m.

## Manifestazioni
Il santo patrono della frazione è san Lorenzo, festeggiato il 10 agosto; la festa della Regina Pacis cade la terza domenica di luglio.
Altre manifestazioni locali sono la festa della "Legiun Straniera" che si tiene nella borgata di San Giovanni (prima domenica di agosto) e la festa dei Santi Coronati (seconda e terza domenica di ottobre).

## Infrastrutture e trasporti
Dal 1887 al 1960 la località era servita da un'apposita fermata posta lungo la ferrovia Cuneo-Boves-Borgo San Dalmazzo, che fino al 1937 costituiva l'originario tracciato della linea Cuneo-Ventimiglia. Dopo la chiusura dell'impianto la sede è stata riutilizzata quale sede della strada "Bovesana".